# Calopogonium pumilum
Calopogonium pumilum är en ärtväxtart som beskrevs av Ignatz Urban. Calopogonium pumilum ingår i släktet Calopogonium och familjen ärtväxter. Inga underarter finns listade i Catalogue of Life.